# 弗羅比舍湖
弗羅比舍湖是加拿大的湖泊，位於丘吉爾湖以北15公里，由薩斯喀徹溫省負責管轄，面積397平方公里，島嶼總面積119平方公里，集水區面積4,921平方公里，海拔高度421米，平均水深5.5米，最大水深19米，蓄水量2.18立方公里。

## 外部連結
- Statistics Canada
- Anglersatlas.com
- Fish Species of Saskatchewan

56°20′N 108°15′W / 56.333°N 108.250°W